# ボーイング314
ボーイング314
314 Clipper
- 用途：飛行艇
- 製造者：ボーイング社
- 運用者

  -  イギリス（英国海外航空）
  -  アメリカ合衆国（パンアメリカン航空）
- 初飛行：1938年6月7日
- 生産数：12機
- 運用開始：1939年
- 退役：1946年
- 運用状況：退役

ボーイング314（Boeing 314）とは、アメリカ合衆国の航空機メーカーのボーイング社が開発した、長距離旅客輸送用飛行艇である。1938年6月7日初飛行。12機が生産された。

## 概要
ボーイング314は、元々大型爆撃機として製作されたものの実用化されなかったXB-15試作機（ボーイング294）の設計を流用し、飛行艇としたものである。主翼は高翼配置であり、星型レシプロエンジン4基を有し、3枚の垂直尾翼を持つ。最大74席（寝台仕様の場合50席）であり、当時としては「巨人機」であったが、巡航速度は290 km/h程度しかなく、昼間飛行して夜は洋上に停泊するという現在からすれば優雅な飛行をしていたのが特徴であった。
アメリカのパンアメリカン航空（パンナム）が6機の発注を行い、生産が開始された。1939年より引渡しが開始され、6機の追加を含めて、12機が生産された。大西洋や太平洋の横断航路で運航されたが、第二次世界大戦が勃発すると、イギリスの英国海外航空にも3機が転売された。また、C-98の名称で、輸送機としてアメリカ陸軍航空軍に4機が徴発されている。この4機は、後にアメリカ海軍でも運用された。
パンナムの「パシフィック・クリッパー号」は、1941年12月1日にサンフランシスコを発ちニュージーランドのオークランドへ定期航路で飛行した際に太平洋戦争が開戦し、太平洋を横断する東回りでの帰国が出来なくなったため、ヨーロッパを経由する西回りで帰国することになった。結果的にサンフランシスコからニューヨークまで西回りで地球を１周した世界で初めての旅客機となった。
英米両国の長距離人員輸送に活躍し、1943年にはカサブランカ会談参加のためアメリカ大統領のフランクリン・ルーズベルトが搭乗するなど、歴史的に有名な機体のひとつになった。しかし、戦後になると大戦中に飛躍的に進歩した陸上型4発輸送機に役割をとって代わられ、1946年には退役し、1950年までにスクラップになってしまった。